# Rodolfo Renier
Rodolfo Renier (Treviso, 11 agosto 1857 – Torino, 8 gennaio 1915) è stato un filologo, letterato e filosofo italiano.

## Biografia
Nacque dall'antica famiglia patrizia veneziana dei Renier, figlio di Luigi e Fanny Venturi. Studiò in varie città italiane (Camerino, Urbino, Ancona), sempre seguendo gli spostamenti del padre Luigi, magistrato.
Fu poi allievo all'Università di Bologna di Giosuè Carducci, per passare successivamente a Torino, dove si laureò in Filosofia nel 1879.
Si perfezionò quindi a Firenze, all'Istituto di Studi Superiori, sotto la guida di Adolfo Bartoli, conseguendo nel 1880 il diploma di Lettere e Storia.
Nel 1883 fu professore di Letterature neolatine all'Università degli Studi di Torino.
Sempre nel 1883 fondò con Arturo Graf e Francesco Novati il Giornale storico della letteratura italiana,  che pochi anni dopo passò sostanzialmente a dirigere da solo, 
«profondendovi, negli studi particolari, nelle rassegne, negli annunci analitici e in un ricchissimo notiziario, un vero inesauribile tesoro di cultura, di notizie, di rilievi».
Curò importanti edizioni critiche e monografie; i suoi saggi critici spaziano attraverso tutta la letteratura europea.
Fu relatore di tesi e maestro di Luigi Foscolo Benedetto.

## Opere
- Il tipo estetico della donna nel Medio Evo, Ancona, Morelli, 1885.
- Isabella d'Este Gonzaga, Roma, Vercellini, 1888.
- Mantova e Urbino (con A. Luzio), Torino / Roma, L. Roux e C., 1893.
- La cultura e le relazioni letterarie d'Isabella d'Este Gonzaga (con A. Luzio), Torino, Loescher, 1903.
- Svaghi critici, Bari, Laterza, 1910.